# エディ・ガソ
エディ・ガソ（Eddie Jose Gazo Roa、男性、1950年9月12日 -2023年9月19日）は、ニカラグアのプロボクサー。マナグア出身。元WBA世界スーパーウェルター級王者。

## 人物
1971年にプロボクサーとなったガソは、1977年3月5日、WBA世界スーパーウェルター級王者ミゲル・アンヘル・カステリーニを破って王座獲得に成功した。
1977年6月7日、日本武道館で4度目の王座返り咲きを目指した輪島功一と対戦して11回45秒KO勝ちで初防衛に成功した。
1977年9月13日、柴田賢治に15回判定勝ちを飾るなど、3度王座を防衛した。
1978年8月9日、秋田市立体育館で工藤政志と4度目の王座防衛戦を戦い、15回判定に敗れた。クリンチを多用する変則的なスタイルであったが、工藤戦ではこのクリンチが反則とみなされ減点されたことが、敗因の一つとなった。
1984年3月7日、ジュリアン・ジャクソンと対戦し2回36秒KO負けを喫した試合を最後に現役を引退した。

## 獲得タイトル
- ニカラグアウェルター級王座
- FECARBOXスーパーウェルター級王座
- WBA世界スーパーウェルター級王座（防衛4）

## 脚註
1. ↑  千葉雄『秋田のプロボクサー』（秋田魁新報社、2002年、ISBN 4870202174）